# Ennada plana
Ennada plana är en fjärilsart som beskrevs av W. Warren 1897. Ennada plana ingår i släktet Ennada och familjen mätare. Inga underarter finns listade i Catalogue of Life.